# Eliane Bastos
Eliane Bastos, nome artístico de Maria Eliane Ribeiro Wolff Filidis (Pitanga, 28 de setembro de 1965) é uma cantora brasileira.

## Biografia
Eliane Bastos descobriu ainda criança em Pitanga, no interior do Paraná, que a sala de sua casa tinha uma acústica excelente para que ela cantasse por cima dos discos que havia por lá. Com uma escova fazendo às vezes de microfone e com a escada que ia para os quartos servindo de palco, Eliane cantava as músicas que conhecia através do programa Globo de Ouro, exibido pela Rede Globo nos anos oitenta, além de sucessos da Jovem Guarda e temas de novela, em discos que sua família comprava.
Começou a carreira como intérprete nas bandas de baile Spuma, ainda em Pitanga e depois Energia Brasil já em Curitiba. Trabalhou também em festas municipais, campanhas políticas, além de outros shows e apresentações.

## Trajetória artística
Em agosto de 1999 lançou o CD "Além de Mim" no Teatro Paiol de Curitiba com músicos da cidade e participações de Plínio Oliveira e a bailarina Verônica. Seguiu para a Bélgica, divulgando músicas do CD e outras importantes da música brasileira, junto com Grafite, compositor curitibano que residia e atuava na Europa desde 1993. Com Grafite, além dos diversos shows de apresentação, fez também um show especial, onde apresentou-se para crianças refugiadas da Guerra dos Bálcans.
Em 2000 foi convidada a integrar a Banda Laiki Kompania, interpretando inúmeras músicas do repertório de música popular da Grécia, com Guto Pereira, Kostas Frantzezos e Argyris Oikonomou. Participou ativamente da banda.
Em 2003 voltou novamente à Bélgica levando na bagagem diversas músicas de compositores paranaenses como Raymundo Rolim, Mari Lopes, Michel Butnariu, além do repertório de músicas gregas. Em outubro do mesmo ano foi para Buenos Aires para gravação do CD "Oceano Íntimo" do grupo argentino Saviamantra. O grupo ficou conhecido por ser “a primeira banda argentina a tocar no espaço”, uma vez que um CD contendo duas canções da banda foi lançado ao espaço em 2001, contendo mensagens de paz de 188 chefes de estado.
Em 2004 gravou seu segundo CD, "Toda Essência", com músicas de compositores paranaenses, com exceção da faixa "Apaixonado", de Wilson das Neves em parceria com Paulo Cesar Pinheiro. Em 2005 participou da turnê de Demis Roussos no Brasil. Em 2006 participou da telenovela Belíssima, da Rede Globo de Televisão, juntamente com Tony Ramos, Marcelo Antony e outros atores do elenco.
Em 2013 concluiu a pós-graduação em Musicoterapia Hospitalar e Organizacional, na cidade de São Paulo. Além de cantora e compositora, Eliane Bastos é também contista, sendo premiada em concurso de contos.

## Participações
- 2006 - Belíssima - TV Globo
- 2006 - Novela Alô Alô Mulheres - www.alltv.com.br - trilha sonora da novela, com as músicas "Homem é Bom" e "Fica Mais Comigo".

## Outras atribuições
Foi Diretora Secretária da Associação dos Compositores do Estado do Paraná de 2000 a 2008. Participou do Grupo de Trabalho Formação, Câmara Setorial de Música FUNARTE Rio de Janeiro, representando o Fórum de Música do Paraná, na gestão e presença do Excelentíssimo Ministro da Cultura Gilberto Passos Gil Moreira, em julho de 2005. Participou do "Projeto Pé Na Estrada" onde ministrou oficinas com o tema "Iniciação à Interpretação Musical" nas cidades de Pinhalão, Agudos do Sul, Piraquara, Japira, Lapa e Piên, dentre outros municípios paranaenses em 2006. Em 2006 ministrou oficinas de interpretação musical pelo Projeto FERA, da SEED, em Umuarama e Piên. Em 2007 e 2008 ministrou várias oficinas pelo Projeto FERA, além da oficina "A Arte do Bem Falar".
Em 2011 passou a ministrar as “Oficinas de Canto e Teatro como apoio pedagógico em sala de aula” para professores e educadores da rede básica de educação do Estado de São Paulo. Em 2015, 2016 e 2017 realizou atividades junto ao CIEE - Centro de Integração Empresa-Escola, ministrando sua oficina "A Arte do Bem Falar". A partir de 2015 seguiu com aulas de canto e interpretação.

## Prêmios
- 3° lugar - Concurso de Contos da UniBrasil, com o conto "O jardim da casa marrom".

## Discografia

### CDs - Estúdio
- 1999 - Além de Mim - Gravadora Gaivotas Arte e Cultura
- 2000 - Laiki Kompania - Gravadora MNF Brazil
- 2004 - Toda Essência - Estúdio Puro Som
- 2014 - Recital João e Maria - Estúdio Ad Libitum

### CDs - Ao vivo
- 2005 - Demis Roussos - Live em Brazil, Gravadora MNF Music Entertainment, na faixa "Lost In Love"

### CDs - Participações
- 1999 - Caminhos da Música -  Gravadora Central MP3, na faixa "Lua Sobre a Mesa"
- 2004 - Estação XXI - Gravadora RSMB, na faixa "Fica Mais Comigo"
- 2004 - No Cine Marabá - De Sidail César, Estúdio Puro Som, na faixa "As Horas Não Passam"
- 2004 - Colos Desertos (Preito a Beslan) - De José Alexandre Saraiva, gravadora independente
- 2005 - Demis Roussos - Live em Brazil, Gravadora MNF Brazil, na faixa "Lost In Love"
- 2005 - Saviamantra - Gravadora MNF Brazil
- 2006 - A Lápis - Estúdio Puro Som - Projeto da Fundação Cultural de Cultura, tributo ao compositor Lápis (Palminor Rodrigues Ferreira) , na faixa "Alisa", de Lápis e Paulo Vítola
- 2010 -  Ilha Azul de Homero Rebóli - Gravadora Estudio Coda e Gravadora Studio Ness, em 8 de 12 faixas
- 2011 - Samba Curitibano de Jazomar Rocha
- 2011 - Brasil em 4 tempos de Sidail Cesar
- 2016 - No Batuque do coração de Sidail Cesar
- 2017 - Faísca de Sidail Cesar

### EPs - Estúdio
- 2010 -  De Volta Pra Casa - Studio THZ e Studio Ness

### DVDs - Ao vivo
- 2005 - Demis Roussos - Live em Brazil, Gravadora MNF Brazil, na faixa "Lost In Love"

## Alguns espetáculos
- 7 de agosto de 1999  - Teatro Paiol de Curitiba - Lançamento do CD "Além de Mim".
- 2 de maio de 2004 - Crowne Plaza em São Paulo - RSMB (Rede Solidária da Música Brasileira), dentro do Projeto “Outros Sóis na Paulista”.
- 26 de abril de 2005 - Teatro Paiol de Curitiba - Lançamento do CD "Toda Essência". Fez dueto com Wilson das Neves na música Apaixonado, de autoria do mesmo com o parceiro Paulo Cesar Pinheiro.
- 15 de outubro de 2005 - Turnê de Demis Roussos pelo Brasil, em diversas datas e diversas cidades.
- 2007 e 2008 - Shows pelo Viva o Verão no Litoral Paranaense.
- 2008 - Show Teatro Paiol em homenagem ao compositor paranaense Lápis.
- 2009 - Teatro São João, na cidade da Lapa, Paraná, em homenagem à cantora Carmen Miranda.
- 28 de agosto de 2010 - Teatro SESC da Esquina, Curitiba, Paraná - Lançamento do CD "Ilha Azul", de Homero Réboli. «Ler matéria»
- 30 de outubro de 2010 - Teatro SESC da Esquina, Curitiba, Paraná - Projeto "Estamos Aí". «Ler matéria»
- 7 de novembro de 2010 - Com Renato Braz - Corrente Cultural 2010 (Virada Cultural de Curitiba - PR). «Ler matéria»
- 2013 - Viajou para Atenas onde fez 02 shows voz, violão e baixo, mostrando parte desse trabalho de pesquisa musical entre as duas culturas;
- 2014 –   fez shows no Teatro SESC da Esquina e Canal da Música, em Curitiba.
- 2014 -  Em São Paulo nas livrarias da Vila e Zaccara Livraria, além de participação em show com o músico Cabelo e Caito Marcondes no espaço cultural B`arco; saraus no Julinho Clube e outros espaços culturais em São Paulo.
- 2014 - Apresenta-se com o músico Cabelo (Recital João e Maria), no programa Senhor Brasil da TV Cultura de São Paulo, com o apresentador Rolando Boldrin.
- 2014 - Apresenta-se com o músico Cabelo (Recital João e Maria), no programa Tribuna Independente TV Rede Vida São Paulo.
- 2016 – Show com Onira Trio em Nova Trento - SC
- 2016 – Show Vozes da Cidade – SESI PR
- 2016 -  Abertura do FEJACAM Jacarezinho SESC PR
- 2017 - Show Tributo a Silvinho de Tarso no teatro Guairinha de Curitiba.
- 2018 - Brazilian Day de Atenas, Grécia, abrindo o evento.